# Katinka Faragó
Katinka Faragó (Katherina Faragó, Katinka Lundberg) (Bécs, 1936. december 16. – Vaxholm, Stockholm megye, 2024. november 27.(k. n.)) svédországi magyar filmproducer, rendezőasszisztens, hosszú évekig Ingmar Bergman munkatársa.

## Pályafutása
Magyar szülőktől született Bécsben. A második világháború kitörése után a zsidó származású szülők továbbmenekültek Svédországba. Édesapja, Alexander Faragó maga is filmforgatókönyveket írt. Katinka 17 évesen lett Ingmar Bergman asszisztense, mivel senki más nem merte elvállalni a feladatot.
Leginkább mint Ingmar Bergman asszisztense ismert. 55 év alatt több mint 100 filmben dolgozott, kezdetben naplóvezetőként (script supervisor), majd gyártásvezetőként, producerként stb.

## Filmjei
- Asszonyi álmok (1955)
- Egy nyári éj mosolya (1955)
- A hetedik pecsét (1957)
- A nap vége (1957)
- Arc (1958)
- Úrvacsora (1963)
- A csend (1963)
- Valamennyi asszony (1964)
- Szerető pár (1964)
- Szégyen (1968)
- Szenvedély (1969)
- Kivándorlók (1971)
- Érintés (1971)
- Új haza (1972)
- Suttogások, sikolyok (1972)
- Egy meg egy (1978)
- Őszi szonáta (1978)
- Fanny és Alexander (1982)
- Búcsú (1982)
- Próba után (1984)
- Áldozathozatal (1986) (Tarkovszkij mellett)
- Áldottak (1986)
- Leningrad Cowboys menni Amerika (1989)
- Az amerikai nagynéni, avagy csacsacsa (1989)
- Nők a tetőn (1989)
- Jó estét, Wallenberg úr (1990)
- Találkozások (Wallenberg) (1990)
- A gyufagyári lány (1990)
- Vasárnapi gyerekek (1992)
- Karácsonyi oratórium (1996)
- Tik-tak (1997)
- Popzene Vittulából (2004)
- Zajháborítók (2010)